# Dan Jansen
Daniel Erwin „Dan“ Jansen (* 17. června 1965 West Allis, Wisconsin) je bývalý americký rychlobruslař.
V roce 1982 se poprvé představil na Mistrovství světa juniorů (13. místo), o rok později debutoval 12. místem na seniorském sprinterském světovém šampionátu. Startoval na Zimních olympijských hrách 1984, kde v závodě na 500 m skončil na čtvrté příčce a na kilometrové distanci byl šestnáctý. Z Mistrovství světa ve sprintu 1985 si přivezl bronzovou medaili, následující rok získal stříbro.
V premiérovém ročníku Světového poháru 1985/1986 celkově triumfoval na tratích 500 m a 1000 m. V roce 1988 poprvé vyhrál světový sprinterský šampionát. Na zimní olympiádě tentýž rok nedokončil závody na 500 m a 1000 m, psychicky jej ovlivnilo úmrtí jeho nemocné starší sestry jen několik hodin před startem pětistovky. V sezónách 1987/1988, 1991/1992, 1992/1993 a 1993/1994 celkově vyhrál ve Světovém poháru na 500 m, v posledním ročníku zvítězil také v celkovém hodnocení na 1000 m. V letech 1989, 1990 a 1991 skončil na mistrovstvích světa ve sprintu shodně na čtvrté příčce, v roce 1992 vybojoval stříbrnou medaili. Na ZOH 1992 se v závodě na 500 m umístil čtvrtý, dvojnásobnou trať dokončil na 26. místě. Vrcholem jeho kariéry byla jeho závěrečná sezóna 1993/1994, kdy kromě dvojnásobného celkového vítězství ve Světovém poháru vyhrál Mistrovství světa ve sprintu a závod na 1000 m na Zimních olympijských hrách. Na olympijské pětistovce skončil osmý.